# Chrášťany (district de Rakovník)
Pour les articles homonymes, voir Chrášťany.
Chrášťany (en allemand : Kraschau) est une commune du district de Rakovník, dans la région de Bohême-Centrale, en Tchéquie. Sa population s'élevait à 667 habitants en 2020.

## Géographie
Chrášťany se trouve à 7 km au nord-ouest de Rakovník, à 32 km à l'ouest de Kladno et à 56 km à l'ouest-nord-ouest de Prague.
La commune est limitée par Svojetín au nord-ouest, par Nesuchyně au nord, par Krupá et Lišany à l'est, par Olešná au sud-est et par Kněževes au sud-ouest et à l'ouest.

## Histoire
La première mention écrite de la localité date de 1295.

## Administration
La commune se compose de deux quartiers :
- Chrášťany
- Nový Dvůr

## Transports
Par la route, Chrášťany se trouve à 7,6 km de Rakovník et à 38 km du centre de Prague.